# Aurel Percă
Aurel Percă (Szabófalva,  1951. augusztus 15. –) román katolikus pap, bukaresti érsek.

## Pályafutása
1979. június 29-én szentelték pappá.

### Püspöki pályafutása
1999. szeptember 29-én jászvásári segédpüspökké és maurianai címzetes püspökké nevezték ki. December 8-án szentelte püspökké a Mária mennybevétele székesegyházban Petru Gherghel jászvásári püspök, Jean-Claude Périsset romániai apostoli nuncius és Ioan Robu bukaresti érsek segédletével.
Ferenc pápa 2019. november 21-én bukaresti érsekké nevezte ki. Beiktatására 2020. január 11-én került sor.